# Jason Bonham
Pour les articles homonymes, voir Bonham.
Jason Bonham est un batteur britannique né le 15 juillet 1966 à Dudley. Il est le fils de John Bonham, batteur de Led Zeppelin, et de Patricia Phillips. Sa carrière est donc largement en lien avec le groupe de son père.

## Biographie
Jason Bonham commence à jouer de la batterie à l'âge de quatre ans et apparaît avec son père dans le film The Song Remains the Same. À 17 ans, il rejoint son premier groupe Airrace.  En 1985, il joue avec le groupe Virginia Wolf, avec qui il fait deux albums. 
Entre 2004 et 2008, il tourne avec le groupe Foreigner.
En 2006, Jason Bonham rejoint le groupe Damnocracy.
En 2009, il est annoncé comme un des batteurs qui figurera sur le projet solo de Slash et qui d'ailleurs assura quelques dates de sa tournée 2009
En avril 2011, Jason Bonham accompagne Paul Rodgers pour une courte tournée britannique.
Il joue à partir de 2009 dans Black Country Communion aux côtés de Joe Bonamassa, Derek Sherinian et Glenn Hughes. Les incompatibilités entre les fortes personnalités de Bonamassa et Hughes entraînent la fin du groupe en 2013. Groupd qui se réforme sous l'impulsion de Joe Bonamassa en 2016.
Bonham participe alors au nouveau projet de Glenn Hughes, California Breed, avec le guitariste Andrew Watt. Un album homonyme sort en 2014. Mais là encore, l'aventure tourne court, cette fois à l'initiative de Bonham en personne. Il quitte le navire avant la tournée pourtant déjà mise sur pied. Hughes le remplace par Joey Castillo afin d'assurer les engagements du groupe, mais California Breed ne survit pas au départ de Bonham. Pour Hughes, il est inenvisageable que California Breed puisse exister sans son batteur d'origine.

### La reformation impossible de Led Zeppelin
En 1988, Jason Bonham rejoint Jimmy Page pour son album Outrider et pour la tournée subséquente. Jason accompagne par la suite Page, Robert Plant et John Paul Jones pour jouer quelques titres de Led Zeppelin le 14 mai 1988 au Madison Square Garden de New York pour le 40e anniversaire d'Atlantic Records, et à Londres le 10 décembre 2007 pour un concert hommage à Ahmet Ertegün (fondateur d'Atlantic Records) à la O2 Arena de Londres. Cette prestation, effectuée devant 22.000 spectateurs tirés au sort, occasionnant une demande record de 20 millions de tickets, donne lieu à l'album en public et au film Celebration Day

## Discographie

### Airrace
- Shaft of Light (1984)

### Virginia Wolf
- Virginia Wolf (1986)
- Push (1987)

### Jimmy Page
- Outrider (1988)

### Bonham
- Mad Hatter (1992)
- The Disregard of Timekeeping (1989)

### Motherland
- Peace 4 Me (1994)

### The Jason Bonham Band
- In The Name of My Father: The ZepSet (1997)
- When You See the Sun (1997)

### Healing Sixe
- Enormosound (2002)

### Joe Bonamassa
- You and Me (2006)

### Led Zeppelin
- Celebration Day, double CD et DVD du concert de Led Zeppelin à l'O2 Arena de Londres, le 10 décembre 2007 (publié en novembre 2012)

### Black Country Communion
- Black Country (2010)
- 2 (2011)
- Afterglow (2012)
- Live over Europe (2012)
- BCC IV (2017)

### California Breed
- California Breed (2014)